# SPDYE1
SPDYE1‏ (Speedy/RINGO cell cycle regulator family member E1) هوَ بروتين يُشَفر بواسطة جين SPDYE1 في الإنسان.